# Мілув
Мілув (пол. Miłów, нім. Mühlow) — село в Польщі, у гміні Машево Кросненського повіту Любуського воєводства.
Населення — 146 осіб (2011).
У 1975-1998 роках село належало до Зеленогурського воєводства.

## Демографія
Демографічна структура станом на 31 березня 2011 року:
|          | Загалом | Допрацездатний вік | Працездатний вік | Постпрацездатний вік |
| -------- | ------- | ------------------ | ---------------- | -------------------- |
| Чоловіки | 70      | 11                 | 50               | 9                    |
| Жінки    | 76      | 14                 | 49               | 13                   |
| Разом    | 146     | 25                 | 99               | 22                   |